# 茶丽纹象甲
茶丽纹象甲（学名：Myllocerinus aurolineatus）是鞘翅目象甲科丽纹象甲属的一种昆虫，又名丽纹象甲、茶叶象甲、茶小黑象甲、黑绿象甲、小绿象鼻虫、花鸡娘、茶鲎、乌鲎仔，主要寄生于茶树、山茶、柑橘、梨、桃、苹果、翅荚木、辣蓼等植物。

## 生活史
茶丽纹象甲一年发生一代，成虫活动期为每年3月下旬至9月上旬，盛发期集中在4月中下旬至6月。成虫喜食嫩叶。
成虫寿命较长，可达61至185天。卵、幼虫和蛹栖息于植物根部的表土中，幼虫以有机质和须根为食。